# Surama
Surama är en ort i regionen Upper Takatu-Upper Esseqiubo i centrala Guyana. Orten hade 274 invånare vid folkräkningen 2012, på en yta av 12,95 km². Den är belägen cirka 117 kilometer nordost om Lethem.